# 1995年4月逝世人物列表
1995年逝世人物列表：1月 - 2月 - 3月 - 4月 - 5月 - 6月 - 7月 - 8月 - 9月 - 10月 - 11月 - 12月
1995年4月逝世人物列表，是用於匯總1995年4月期間逝世人物的列表。

## 依日期排序

### 1日
- 查理斯·貝爾，59歲，美國寫實畫家，創作了大型靜物畫《愛滋病》。[1]
- 斯坦利·阿代爾·凱恩，92歲，美國植物學家，植物生態學和環境研究的先驅。[2]
- 詹姆斯·卡梅隆，56歲，美式橄欖球教練。
- H·亞當斯·卡特，80歲，美國登山家，語言教師，《美國阿爾卑斯山雜誌》編輯[3]
- 薩姆森·德·布瑞爾，96歲，演員和神秘學家。[4]
- 弗朗西斯科·蒙西翁，76歲，多明尼加裔美國芭蕾舞演員。[5]
- 約翰尼·尼科爾斯，63歲，英格蘭足球運動員。[6]
- 露西·里，93歲，英國陶藝家，中風。[7]
- 維克多·瓦盧西，82歲，阿根廷足球運動員。

### 2日
- 汉尼斯·阿尔文，86歲，瑞典物理学家[8]
- 伊爾夫·弗魯，87歲，蘇格蘭-加拿大冰球運動員。[9]
- 亨利·蓋林，73歲，法國足球運動員。
- 朱利葉斯·亨菲爾，57歲，美國薩克斯演奏家和作曲家。[10]
- 萊奧·勒布郎，55歲，美國鄉村音樂家、吉他手和鋼琴家，在法律上是盲人。
- 勞爾·馬丁內斯，67歲，古巴畫家、設計師、攝影師、壁畫家和平面藝術家。[11]
- 德拉戈斯拉夫·米特裡諾維奇，86歲，塞爾維亞數學家。[12]
- 哈威·佩尼克，90歲，美國高爾夫球手、教練和高爾夫作家。[13]

### 3日
- 阿爾弗雷德·傑克遜·比爾斯，92歲，加拿大商人，加拿大輪胎聯合創始人。[14]
- 查爾斯·H·海耶斯，88歲，美國海軍陸戰隊將軍。
- 大衛·赫伯特，86歲，英國作家和演講者，腎衰竭。[15]
- 格拉西塔·莫拉萊斯，66歲，西班牙女演員。[16]
- 朴魯植，65歲，韓國演員。[17]
- 維拉·賽米雷，71歲，匈牙利女演員。
- 馬里恩·汀斯雷，68歲，美國數學家和跳棋運動員，胰腺癌。[18]
- 博古斯瓦夫·齐赫，43歲，波蘭擊劍運動員，交通事故。[19]

### 4日
- 理查·阿德里安，第二代阿德里安男爵，2歲，英國同行和生理學家。[20]
- 林登·博爾頓，95歲，英國馬術運動員。[21]
- 麗塔·凱迪拉克，58歲，法國舞蹈家、歌手和演員，癌症患者。
- 肯尼·埃弗雷特，50歲，英國喜劇演員，愛滋病相關疾病。[22]
- 亞伯拉罕·卡圖馬納，51歲，印度天主教大主教。
- 普里西拉·萊恩，79歲，美國女演員[23]
- 漢莎·吉夫拉吉·梅塔，97歲，印度社會活動家、獨立活動家、女權主義者和作家。
- 雪麗·派特森，72歲，加拿大裔美國B級電影女演員[24]
- 喬·辛克萊，81歲，美國小說家，本名露絲·塞德（Ruth Seid），癌症。[25]

### 5日
- 尼古拉斯·科特利姆，79歲，荷蘭國際象棋大師。
- 阿達爾伯特·迪克哈特，71歲，德國體操運動員。[26]
- 埃米利奧·格列柯，81歲，義大利雕塑家、雕刻家、獎章獲得者、作家和詩人。[27]
- 嬰兒K，2歲，美國無腦畸形嬰兒，成為醫學爭議的中心，心臟病發作。[28]
- 克利斯蒂安·皮諾，90歲，法國抵抗運動戰士和政治家。[29]
- 羅恩·理查森，43歲，美國演員和歌劇男中音，愛滋病相關併發症。[30]
- 奧斯卡·史奈奇，92歲，奧地利電影攝影師。[31]

### 6日
- 伊奥安尼斯·阿莱夫拉斯，82-83歲，希臘政治家。[32]
- 羅赫略·法里亞斯，45歲，智利足球中場。[33]
- 艾頓·梅斯特，72歲，美國生物化學家。[34]
- 特雷弗·派克，67歲，英國講師和政治家。
- 维耶诺·约翰内斯·苏克舍拉宁，88歲，芬蘭政治家，芬蘭第24任總理。

### 7日
- 維克多·阿達米申，33歲，俄羅斯民兵隊長，在行動中喪生。[35]
- 彼得·布林森，75歲，英國芭蕾舞和舞蹈作家，講師和推廣人。[36]
- 尼古拉斯·英格拉姆，31歲，英美謀殺犯，被電椅處決。.[37]
- 菲力浦·傑布，68歲，英國建築師和政治家。[38]
- 比爾·蘭格，67歲，美國橄欖球運動員。
- 釋心平，56歲，臺灣佛教僧侶，腎癌。
- 坎努爾·拉詹，58歲，印度音樂作曲家。
- 弗蘭克·塞科里，82歲，美國橄欖球運動員和裁判員。[39]

### 8日
- 莫裡斯·阿洛姆，89歲，英國板球運動員。[40]
- 漢斯·博登斯坦納，82歲，德國政治家。
- 赫伯·康諾利，73歲，來自馬薩諸塞州的美國政治家。[41]
- 勒內·德·布澤萊特，87歲，法國網球運動員。

### 9日
- 鮑勃·艾利森，60歲，美國棒球運動員。[42]
- 阮友安，68歲，越南人民軍將軍。
- 邦妮·伯德，80歲，美國現代舞家和舞蹈教育家。[43]
- 寶拉·博伯尼，95歲，義大利舞臺和電影女演員，中風。[44]
- 約翰·張伯倫，91歲，美國記者、歷史學家、專欄作家和文學評論家。[45]
- 喬治·赫利，86歲，美國橄欖球運動員。[46]
- 埃達·墨索里尼，84歲，義大利法西斯獨裁者贝尼托·墨索里尼的女兒。[47]
- 多賀谷真稔，75歲，日本政治家。[48]

### 10日
- 冯德培，88歲，中國神經科學家、生理學家。
- 莫拉尔吉·德赛，99歲，印度第四任總理。.[49]
- 费舍尔·安妮，80歲，匈牙利鋼琴家。[50]
- 君特·纪尧姆，68歲，德國斯塔西間諜和政治家，腎癌。[51]
- 格林·瓊斯，90歲，威爾士作家。[52]
- 漢娜·拉姆丹，90歲，以色列政治家。
- 比利·邁爾斯，84歲，美國棒球運動員。[53]
- 陳雲，89歲，中共元老、前中国国务院副总理[54]

### 11日
- E.K.因比奇巴瓦，77歲，印度政治家，印度共產黨領導人。[55]
- T.基思·葛籣南，89歲，美國局局長，美國宇航局第一任領導人，中風併發症。[56]
- 維克嘿，82歲，澳大利亞橄欖球運動員和教練。
- 尼古拉·科斯特羅夫，93歲，俄羅斯蘇聯畫家、平面藝術家和插畫家。
- 金容益，74歲，韓裔美國作家。[57]

### 12日
- 巴克切夫斯，96歲，美國大學橄欖球運動員和裁判。
- 約翰·道迪，83歲，美國政治家。
- 阿爾貝托·拉拉吉貝爾，75歲，智利陸軍軍官和馬術運動員，肺癌。
- 菲力浦·拉斯羅普，82歲，美國電影攝影師。[58]
- 克里斯潘恩，56歲，英國爵士長號手。[59]
- 牟宗三，85歲，中國哲學家。

### 13日
- 約翰·奧斯特海姆，82歲，挪威政治家。[60]
- 彼得·巴斯蒂安森，82歲，挪威政治家。[61]
- 安迪·布拉尼根，73歲，加拿大冰球運動員。[62]
- 愛德華·亨德森，77歲，英國外交官。[63]
- 郎靜山，102歲，中國攝影記者。[64]
- 哈爾·派克，77歲，美國棒球右外野手。[65]
- 艾倫·斯科特，88歲，美國編劇。[66]
- 比爾·瑟曼，74歲，美國演員
- 亞歷山德拉斯·瓦納加斯，60歲，立陶宛語言學家和詞源學家。

### 14日
- 馬里奧·卡羅特努托，78歲，義大利演員[67]
- 布萊恩·科菲，89歲，愛爾蘭詩人和出版商。[68]
- 邁克爾·福特漢姆，89歲，英國兒童精神病學家和榮格分析師。[69]
- 伯尔·艾弗斯，85歲，美國歌手和演員.[70]
- 希爾德加德·拉徹特，75歲，二戰期間在幾個納粹集中營的德國女警衛。
- 安東尼奧·洛佩斯·里貝羅，86歲，葡萄牙電影導演。[71]

### 15日
- 邁克爾·奧爾德雷德，49歲，英國唱片製作人、音樂記者和電視節目主持人，愛滋病相關併發症。
- 艾敏·貝克托爾，88-89歲，克里米亞韃靼民俗學家、民族志學家、作詞家和活動家。[72]
- 克萊奧·布朗，87歲，美國鋼琴家和歌手。[73]
- 弗雷德·庫尼，50歲，美國人道主義者。
- 吉伯特·摩西，52歲，美國影視導演，多發性骨髓瘤。[74]
- 哈里·肖爾伯格，91歲，美國表現主義畫家。

### 16日
- 奧拉維·阿霍寧，54歲，籃球運動員。[75]
- 夏安·白蘭度，25歲，法國時裝模特，演員马龙·白兰度的女兒，上吊自殺。[76]
- 塞·恩德菲爾德，80歲，美國編劇、導演、作家、魔術師和發明家。[77][78]
- 亞瑟·英格利什，75歲，英國演員和喜劇演員，肺氣腫。[79]
- 約瑟夫·胡吉，65歲，瑞士足球運動員。
- 奧古斯特·E·約翰森，89歲，美國政治家，阿爾茨海默病。[80]
- 伊克巴爾·馬西赫（Iqbal Masih），11-12歲，巴基斯坦基督徒男孩，成為巴基斯坦虐待童工的象徵“[81]
- 阿爾弗雷德·萊德，79歲，美國演員。[82]

### 17日
- 泰德·鮑爾，56歲，澳大利亞高爾夫球手。[83]
- 吉米·達奎斯托，59歲，義大利裔美國制琴師，製作拱形吉他。
- 安東·默里，72歲，南非板球運動員。
- 弗蘭克·雷斯尼克，66歲，美國化學家，菲力浦莫裡斯美國公司首席執行官[84]
- 馬克斯·溫舍，80歲，二戰期間德國武裝黨衛軍指揮官。
- 南·楊格曼，88歲，英國畫家和教育家。[85]

### 18日
- 阿图罗·弗朗迪西，86歲，阿根廷律師和政治家，阿根廷第32任總統。[86]
- 愛德華·加洛格利，75歲，美國政治家。[87]
- 拉斐爾·查帕羅·馬迪耶多，31歲，哥倫比亞作家，狼瘡。[88]
- 羅扎·馬卡戈諾娃，67歲，蘇聯/俄羅斯女演員。

### 19日
- 普雷斯頓·布萊爾，86歲，美國動畫師[89]
- J·彼得·葛莉絲，81歲，美國實業家。[90]
- 小波特·哈迪，91歲，美國商人和政治家。[91]
- 尼爾·派特森，78歲，蘇格蘭小說、短篇小說和劇本作家。[92]
- 阿爾多·里金斯，84歲，美國橄欖球運動員。[93]
- 理查·斯內爾，64歲，美國白人至上主義者，被定罪的殺人犯，被注射死刑。[94]

### 20日
- 艾爾莎·本納姆，86歲，美國默片女演員和舞蹈家。[95]
- 保羅·A·凱特琳，46歲，美國數學家和教育家。[96]
- 米洛万·吉拉斯，83歲，南斯拉夫共產主義政治家、理論家和作家。
- 蘇尼爾·賈亞辛哈，39歲，斯里蘭卡ODI板球運動員，自殺。[97]
- 厄爾廷·E·莫里森，85歲，美國歷史學家、軍事傳記作家和作家。[98]
- 鮑勃·懷亞特，93歲，英國板球運動員。[99]

### 21日
- 何塞·德爾·卡門，77歲，哥倫比亞擊劍運動員。[100]
- 斯塔福德·赫金博特姆，61歲，英國商人，布拉德福德城足球俱樂部主席。[101]
- 阿米爾·馬赫穆德，72歲，印尼軍事將領。
- 瑪律科姆·默里，90歲，瑞典陸軍上將。
- 泰茜·奧謝，82歲，威爾士歌手，樂器演奏家和女演員，心力衰竭。[102]
- 羅伯托·帕拉·桑多瓦爾，73歲，智利創作歌手、吉他手和民俗學家。
- 康世恩，80歲，中國共產黨革命家。
- 卡爾·惠特克，83歲，美國醫生和家庭治療先驅。[103]

### 22日
- 卡爾·阿爾伯特，32歲，美國音樂家，車禍。[104]
- 維奧莉塔·博夫特，67歲，美蘇芭蕾舞演員。[105]
- 卡洛·切雷索利，84歲，義大利足球守門員。[106]
- 諾頓·克拉普，89歲，美國商人。[107]
- 查理斯·格蘭傑，82歲，加拿大政治家。
- 托尼·賈羅斯，75歲，美國籃球運動員。[108]
- 簡·凱尼恩，47歲，美國詩人和翻譯家，患有白血病。[109]
- 瑪吉·庫恩，89歲，美國活動家，灰豹運動的創始人，心力衰竭。[110]
- 亨利·梅，83歲，紐西蘭工黨政治家。
- 唐·普倫，53歲，美國爵士鋼琴家和管風琴家，淋巴瘤。[111]
- 喬·謝凱茨基，87歲，美式橄欖球運動員，教練和大學體育管理員。

### 23日
- 道格拉斯·勞埃德·坎貝爾，99歲，加拿大政治家，曾擔任曼尼托巴省第13任總理。[112]
- 霍華德·科塞爾，77歲，美國體育節目主持人，心力衰竭。[113]
- 維克多·格特馬諾夫，54歲，蘇聯/俄羅斯足球運動員。[114]
- 約翰·C·斯坦尼斯，93歲，美國政治家和美國參議員。[115]
- 科尼利厄斯·格林三世，66歲，美國藍調歌手和吉他手。[116]
- 羅伯特·塞爾比·泰勒，86歲，聖公會主教。[117]

### 24日
- 羅納德·亞歷山大，78歲，美國劇作家。[118]
- 蘆原英幸，50歲，日本空手道大師，創立了蘆原空手道，ALS。[119]
- 洛德維克·布魯克曼，91歲，荷蘭魔術現實主義畫家。[120]
- 斯坦利·伯伯里，85歲，澳大利亞法學家。
- 弗洛裡·伯克，76歲，愛爾蘭足球運動員。
- 瑪麗·愛潑斯坦，95歲，女演員、佈景師、電影導演和電影保護主義者。[121]
- 約西夫·赫菲茨，90歲，俄羅斯電影導演。[122]
- 約翰尼斯·歐特，75歲，德國藝術總監。

### 25日
- 盧·安柏斯，81歲，美國世界羽量級拳擊冠軍。[123]
- 阿特·弗萊明，70歲，美國演員[124]
- 安德烈亞·福爾圖納托，23歲，義大利足球運動員，白血病。[125]
- 霍斯特-金特·格雷戈尔，56歲，德國游泳運動員。[126]
- 亞歷山大·諾克斯，88歲，加拿大裔英國演員[127]
- 沃爾特·馬蒂，84歲，美國跳高運動員。
- 阿蒂利奧·摩瑞西，61歲，瑞士自行車運動員。[128]
- 琴吉·羅傑斯，83歲，美國女演員[129]
- G.M.賽義德，91歲，巴基斯坦政治家。

### 26日
- 布魯斯·博斯利，61歲，美式足球運動員。[130]
- 約瑟夫·M·布萊恩，99歲，美國保險業高管、廣播先驅和慈善家。[131]
- 埃貢·弗蘭克，82歲，德國政治家。
- 奧托·弗里德里希，66歲，美國記者、作家和歷史學家[132]
- 薩米·傑克遜，57歲，美國演員。
- 威利·克拉考，83歲，德國賽車手。
- 科利斯·拉蒙特，93歲，美國社會主義和人文主義哲學家。[133]
- 舒納的莫頓勳爵，65歲，蘇格蘭律師和法官。[134]
- 彼得·賴特，78歲，英國科學家和軍情五處情報官員。[135]

### 27日
- 戽斗（本名高來福），69歲，臺灣資深演員。曾出演首部臺語片《五子哭墓》，國語片《兩相好》、《一江春水向東流》、《孤兒奇遇記》。
- 伊沃·阿爾查寧，88歲，南斯拉夫游泳運動員。[136]
- 西爾維斯特·布拉茜，73歲，義大利電視和舞台導演，演員和編劇。[137]
- 阿爾伯特·布朗，83歲，英國板球運動員和斯諾克運動員。.[138]
- 凱薩琳·德米爾，83歲，加拿大裔美國女演員，患有阿爾茨海默病。[139]
- 威廉·弗雷德里克·赫爾曼斯，73歲，荷蘭作家[140]
- 肯特·彼得森，69歲，美國棒球運動員。[141]
- 拉斐爾·拉貝洛，32歲，巴西吉他手和作曲家。
- 香卡，41歲，印度罪犯和黑幫，自殺。
- 史蒂夫·威特曼，91歲，空中賽車手和飛機工程師，飛機失事。
- 賴特，96歲，美國海軍總司令，肺炎。[142]

### 28日
- 杰奎琳·博熱-卡尼爾，77歲，法國地理學家。[143]
- 湯瑪斯·賓克利，63歲，美國音樂學家和琵琶演奏家。[144]
- 桃子大衛斯，89歲，美國職業棒球大聯盟投手。
- 沃爾特·德夫林，63歲，美國籃球運動員。[145]
- 威爾弗里多·馬。格雷羅，84歲，菲律賓劇作家、導演、教師和戲劇藝術家。
- 哈娜·揚古，54歲，捷克女高音。[146]
- 蓋斯·波利多爾，33歲，委內瑞拉棒球運動員，兇殺案。[147]
- 亨利·C·羅傑斯，81歲，美國公關人員。[148]
- 安德魯·薩爾基，67歲，巴拿馬小說家和詩人。[149]
- 沃爾特·崔西，81歲，英國字體設計師、排版師和作家。[150]

### 29日
- 英格·瑪麗·安徒生，64歲，挪威女演員。
- 塔利·比蒂，76歲，美國舞蹈家、編舞家和教師。[151]
- 安吉爾·貝特爾·杜克，79歲，美國外交官和大使。[152]
- 加里·法倫，56歲，美國橄欖球運動員和教練。
- 查理斯·麥金尼斯，88歲，美國田徑運動員。[153]
- 雷·普裡姆，88歲，美國棒球運動員。[154]

### 30日
- 埃裡克·巴伯，79歲，英國板球運動員。[155]
- 克裡斯托弗·查德曼，美國舞蹈家和編舞家，愛滋病相關併發症。[156]
- 邁克爾·格雷厄姆·考克斯，57歲，英國演員[157]
- 貌貌卡，74歲，緬甸政治家和總理。